# Liste des communes de la wilaya d'In Guezzam
Pour les autres communes, voir Liste des communes d'Algérie.
Liste des communes de la wilaya algérienne d'In Guezzam créée en 2019 par ordre alphabétique :
1. In Guezzam
2. Tin Zaouatine